# أرماند آبيل
أرماند آبيل (بالفرنسية: Armand Apell)‏ (16 يناير 1905 – 3 يوليو 1990) هو ملاكم فرنسي راحل، مثّل بلاده في الألعاب الأولمبية الصيفية 1928.

## وصلات خارجية
أرماند آبيل على موقع بوكس ريك (الإنجليزية) (registration required)
- أرماند آبيل على موقع أوليمبيديا (الإنجليزية)